# Edenhausen (Gemeinde Natters)
Edenhausen ist ein Erbhof im Gebiet der Gemeinde Natters, unweit des Natterer Sees gelegen, der zumindest seit 1720 im Eigentum der Familie Mair steht. Im Jahr 1753 wurde der von Edenhausen stammende Anton Mair in Natters getraut. Nach dem Erbhof ist auch der umliegende Weiler benannt.